# Suntenjaya
Suntenjaya is een bestuurslaag in het regentschap Bandung Barat van de provincie West-Java, Indonesië. Suntenjaya telt 7359 inwoners (volkstelling 2010).